# Igreja Evangélica Luterana Siberiana

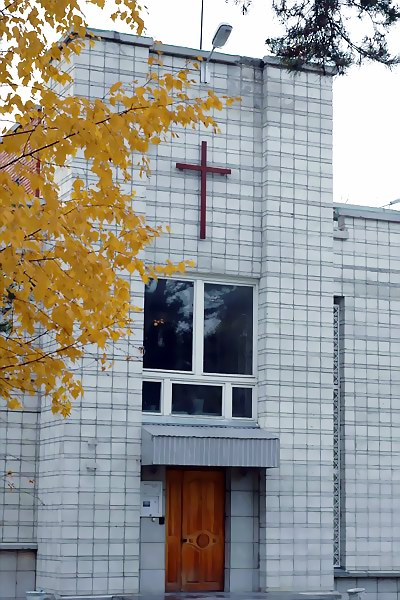
Catedral de Santo André, Novosibirsk

A Igreja Evangélica Luterana Siberiana (IELS) (em russo: Сибирская Евангелическо-Лютеранская Церковь) é uma Igreja luterana autocéfala cujas paróquias estão localizadas principalmente na parte asiática da Rússia. Em maio de 2003, a Igreja recebeu autocefalia da Igreja Evangélica Luterana Estoniana. Embora as paróquias fossem canonicamente paróquias da Igreja Estoniana, elas nunca foram etnicamente estonianas. Os serviços divinos são realizados em russo. Em Novosibirsk, foi estabelecido um seminário para formar pessoal para 12 pessoas, e há também 2 escolas bíblicas para leigos.
Em 1992, a IELS foi registrada em Novosibirsk como a “Missão Cristã da Sibéria Ocidental”.
Em 6 de maio de 2007, na Catedral da St. Virgem Maria em Tallinn, ocorreu a ordenação do primeiro bispo da Igreja Evangélica Luterana Siberiana, Vsevolod Lytkin. A Igreja Estoniana prestou grande assistência (principalmente canônica) aos evangélicos luteranos na Rússia.

## Doutrina
A IELS adere às tradições do luteranismo confessional na doutrina e na prática. Isto significa que a ordenação de mulheres é inaceitável na Igreja e que a religião corresponde estritamente aos princípios bíblicos estabelecidos durante a Reforma Luterana no Livro de Concórdia.

## Relações intereclesiásticas
Em 22 de julho de 2013, foi assinado um convênio de comunhão de altar entre a IELS e a LCMS (Igreja Luterana - Sínodo de Missouri).
A IELS é filiada ao Concílio Luterano Internacional, tendo sido acolhida como membro pleno na Conferência Mundial de 2015.

## Paróquias
Em 2019, a IELS tinha 17 paróquias e 22 clérigos.. Tomsk, Sayanogorsk, Tuim, Novosibirsk, Moscou, Taskino, Beloretsk, Novokuznetsk, Petropavlovka, Yurga, Abakan, Angarsk, Yekaterinburg, Chelyabinsk, Reftinsky, Chita, Shadrinsk.
Desde 2024, a igreja também está presente no Brasil, tendo uma capela em Manhumirim, Minas Gerais.